# Hyppa virgata
Hyppa virgata là một loài bướm đêm trong họ Noctuidae.